# Corvus kubaryi
Gralha-das-marianas ou gralha-de-rota (Corvus kubaryi) é uma ave que, em 2008, foi declarada uma espécie em extinção. Endêmica das ilhas Marianas, é encontrada somente em Guam e Rota.